# Dmitri Kirichenko
Dmitri Sergeyevich Kirichenko - em russo, Дмитрий Сергеевич Кириченко (Novoaleksandrovsk, Krai de Stavropol, 17 de janeiro de 1977) é um futebolista russo.

## Carreira
Kirichenko deu início à carreira muito novo, em 1994, no Lokomotiv Mineralnye Vody, clube de minúsculo porte do Krai de Stavropol, região onde nasceu. Se mudou para o Iskra Novoaleksandrovsk, time de sua cidade natal, um ano depois. Passou também por Torpedo Taganrog e Rostselmash até 2001, quando assinou com o PFC CSKA Moscovo.

## CSKA
No CSKA, Kirichenko provou ser matador no campo: marcou 29 gols em 75 partidas pelo antigo clube do Exército Vermelho, um número inferior se comparado aos 39 gols marcados quando atuava no Taganrog e aos 38 marcados durante a passagem no Rostselmash. No fim de 2004, Kirichenko deixou o CSKA, mas não deixou Moscou para trás, tendo assinado com o FC Moscou.

## Atualmente
Depois de passar pelo FC Moscou, Kirichenko passou a jogar no Saturn, equipe da Região Metropolitana da Capital, e desde 2010 integra o FC Rostov.

## Seleção
Kirichenko iniciou sua trajetória na Seleção Russa de Futebol em 2003, um ano após o fracasso na Copa do Mundo FIFA de 2002. Participou da Eurocopa 2004 onde obteve a marca de gol mais rápido marcado na história desta competição, com 1 minuto e 7 segundos na partida em que a Seleção Russa venceu por 2x1 a Grécia. Após a não-classificação para a Copa do Mundo FIFA de 2006, ele decidiu encerrar a passagem pela equipe, tendo disputado apenas doze partidas e marcado quatro gols.